# Schweizer Zollgebiet
Als Schweizer Zollgebiet wird das Gebiet bezeichnet, in dem das Bundesamt für Zoll und Grenzsicherheit (BAZG) das schweizerische Zollgesetz vollzieht. Das Schweizer Zollgebiet unterscheidet sich im Wesentlichen durch Zollausschluss- und Zollanschlussgebiete vom Staatsgebiet.

## Zollausschlussgebiete
Die Zollausschlussgebiete, die Talschaften Samnaun und Sampuoir, liegen innerhalb des jeweiligen Staatsgebietes, jedoch aus historisch abgeleiteten geografischen Gründen ausserhalb der Zollgrenzen. Sie waren bis zum Bau der Samnaunerstrasse, die rein über schweizerisches Territorium führt, nur über österreichisches Gebiet erreichbar.
Ebenfalls Zollausschlussgebiet sind die Perrons des Badischen Bahnhofs in Basel. Sie gehören, anders als das Bahnhofsgebäude, nicht zum Schweizer, sondern zum deutschen bzw. EU-Zollgebiet. Die Zollgrenze befindet sich am stadtseitigen Zugang zur Bahnsteigunterführung.

## Zollanschlussgebiete

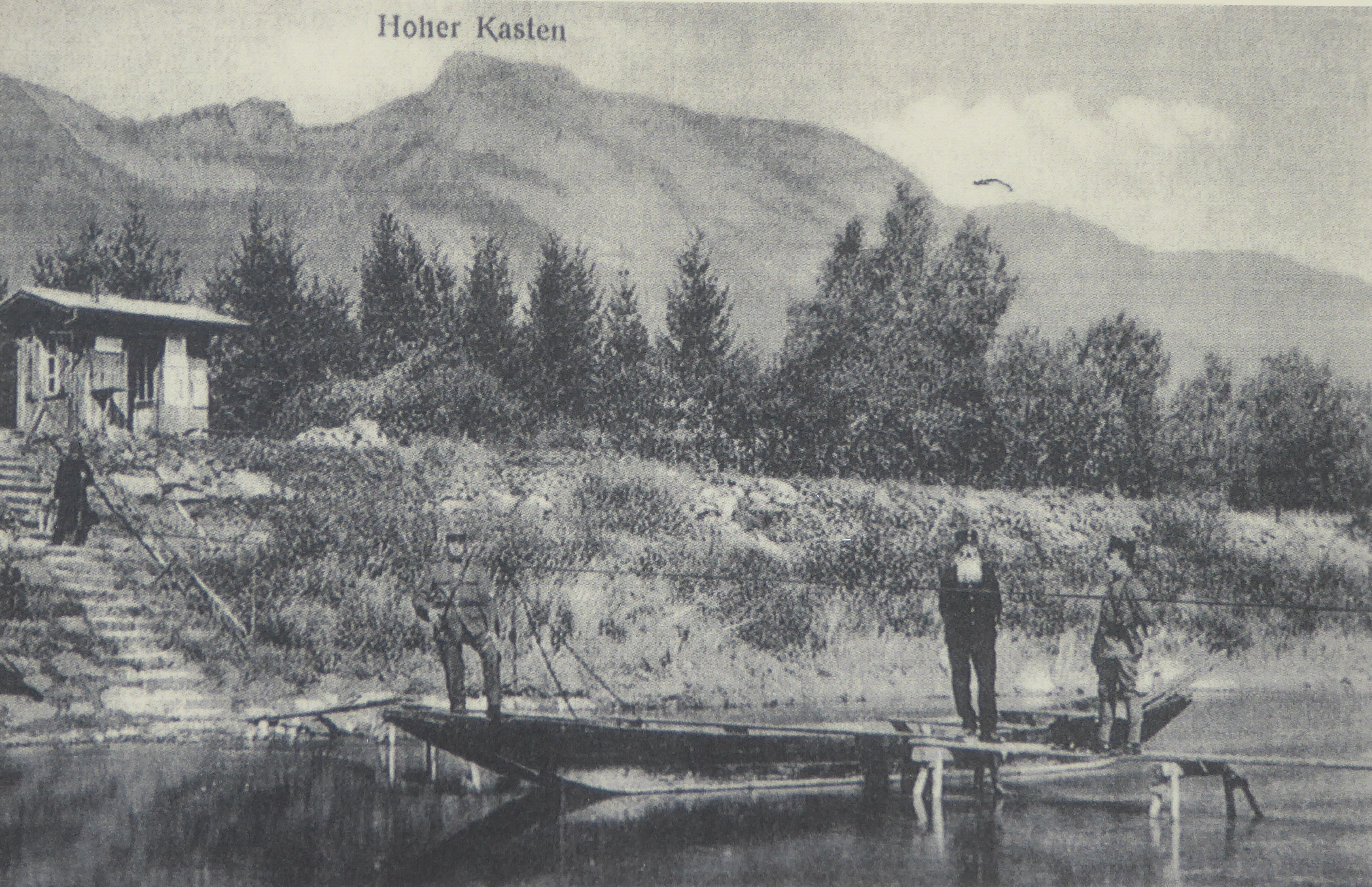
Bis 1923 bildete der Alpenrhein die Grenze des Schweizer Zollgebiets. Die Schutzhütte auf dem Rheindamm diente auch der Zollabfertigung.

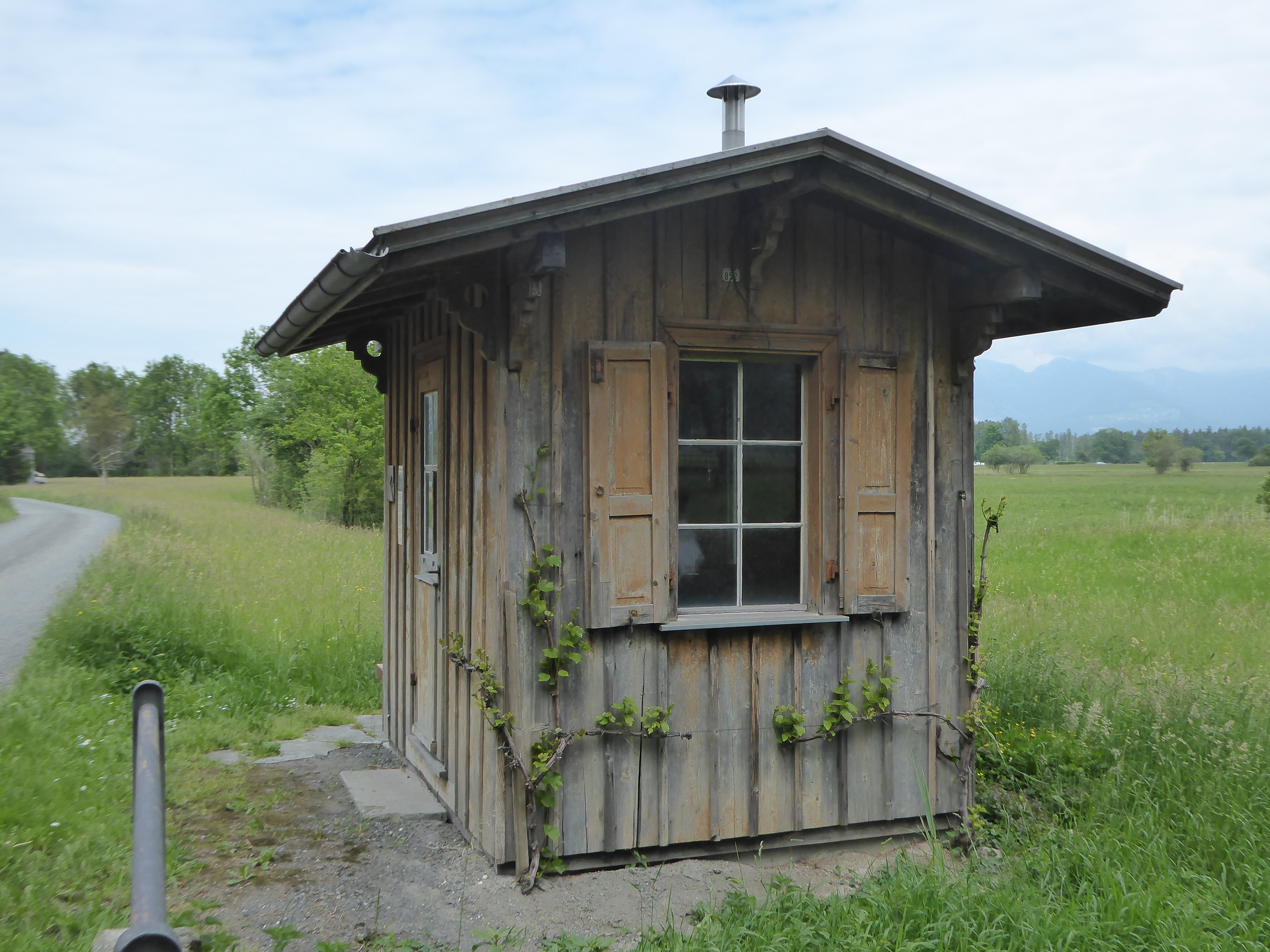
1923 wurde die Schutzhütte an die liechtensteinisch-österreichische Grenze versetzt. Sie diente den Schweizer Grenzwächtern bei ihren Patrouillengängen als Schutz vor Wind und Wetter.

Die Zollanschlussgebiete der Schweiz sind Gebiete anderer Staaten, die jedoch als Teil des Schweizer Zollgebiets betrachtet werden. An der Grenze zur Schweiz selbst finden keine Zollkontrollen statt.
Es gibt zwei solcher Gebiete:
- Der Kleinstaat Fürstentum Liechtenstein ist komplett Teil des Schweizer Zollgebiets. Er hat mit der Schweiz eine gemeinsame Währung, den Schweizer Franken. Ausserdem haben sie ein gemeinsames Postregal und bilden zusammen eine Zollunion, obwohl das Fürstentum Liechtenstein ein Mitgliedstaat des EWR ist. Die Grenze des Zollgebiets besteht hier zu Österreich.
- Die deutsche Gemeinde Büsingen am Hochrhein (Landkreis Konstanz) in der Nähe von Schaffhausen ist eine Enklave in der Schweiz, d. h. sie ist komplett von Schweizer Hoheitsgebiet umschlossen. Seit 1967 besteht ein Staatsvertrag zwischen den beiden Ländern, der eine Reihe von Details regelt, die durch diese Lage entstehen. Büsinger Kraftfahrzeuge werden beispielsweise wie Schweizer Fahrzeuge behandelt, müssen aber bei einer eventuellen Einfuhr aus Deutschland verzollt werden. Auch sonst ist Büsingen weitgehend in das Wirtschaftsgebiet der Schweiz eingebunden.

Die Gründe für diese Besonderheiten sind unterschiedlich. Liechtenstein hat als kleines Land ein Interesse an einer wirtschaftlichen Anbindung an grössere Märkte bei den Nachbarn und wählte nach der Niederlage Österreichs im Ersten Weltkrieg eine Annäherung zur Schweiz. Bei der Exklave Büsingen des EU-Staats Deutschland wäre eine Zollgrenze nur schwer zu kontrollieren und brächte wirtschaftliche Nachteile und Komplikationen für die Bevölkerung mit sich.

### Historisch
Die italienische Gemeinde Campione d’Italia (Provinz Como) am Ostufer des Luganersees ist ebenso eine Enklave in der Schweiz. Auch sie ist wirtschaftlich in die Schweiz stark integriert. Jedoch besteht hier kein Staatsvertrag. Das kleine Territorium war bis Ende 2019 de facto Schweizer Zollgebiet und de jure italienisches und später europäisches Zollausschlussgebiet. Am 1. Januar 2020 wechselte Campione ins Zollgebiet der Union und seither ist die Grenze zwischen Campione und der Schweiz eine Zollgrenze.

## Zollfreibezirke
Zollfreibezirke sind Zollflughäfen. Sie gehören damit zum Zollgebiet, werden aber als Zollausland behandelt.
Zollfreilager sind seit dem 1. Mai 2007 nicht mehr Zollausland, sondern Teil des Zollgebietes. Der frühere Status ergab regelmässig Probleme bei der Anwendung des übrigen, nicht zollrechtlichen Bundesrechts.

## Zollfreistrassen
Die Schweiz kennt drei Zollfreistrassen, welche den Strassenverkehr in Grenzregionen ohne Zollkontrollen ermöglichen.

### Flughafen Basel-Mülhausen-Freiburg – Basel

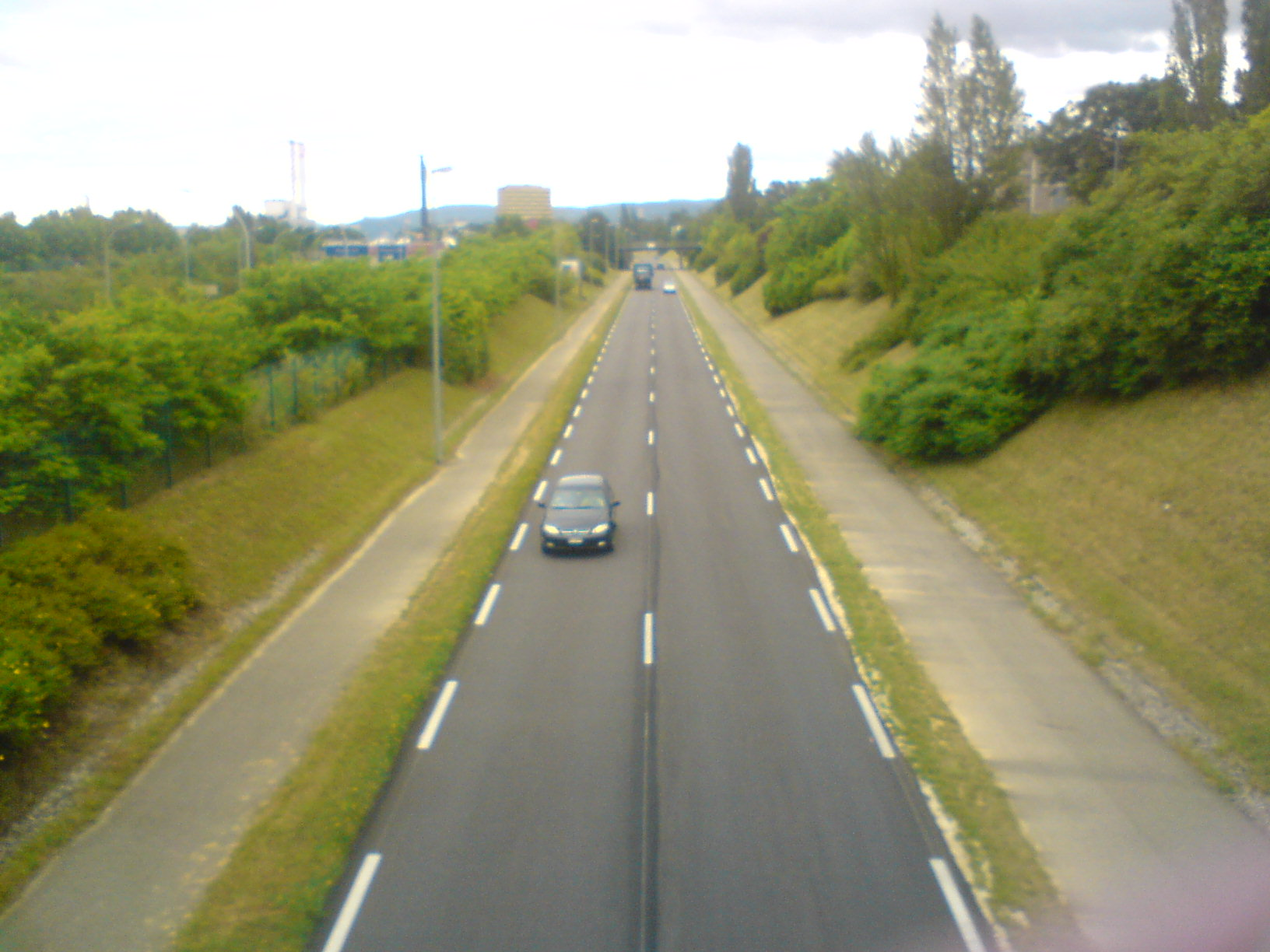
Zollfreistrasse zum Flughafen Basel-Mülhausen

Schweizer Zollfreistrasse über französisches Staatsgebiet: Der Flughafen Basel-Mülhausen, der auf französischem Staatsgebiet liegt, ist mit Basel (Schweiz) durch eine eingezäunte Zollfreistrasse (Route Douanière) verbunden. Der Flughafen, ein Gemeinschaftsprojekt von Frankreich und der Schweiz, ist der drittgrösste Schweizer Flughafen. Die Strasse wird auch vom Flughafenbus (BVB Linie 50) benutzt, der den Bahnhof Basel SBB mit dem Flughafen im Viertelstundentakt verbindet.

### Flughafen Genf
Der Flughafen Genf ist durch eine Zollfreistrasse mit Frankreich verbunden. Sie ermöglicht es, Güter zu spedieren, ohne die Zollkontrollen passieren zu müssen. Dabei bleiben sie ausschliesslich den französischen/europäischen Verfahren unterstellt.

### Weil am Rhein – Lörrach
Seit dem 19. Jahrhundert waren die deutschen Nachbargemeinden Weil am Rhein und Lörrach an einer dem Fluss Wiese entlang führenden Zollfreistrasse über Gebiet des Kantons Basel-Stadt der Gemeinde Riehen interessiert. Das Projekt wurde 1977 in einem Staatsvertrag zwischen der Schweiz und Deutschland geregelt, ist seither mehrfach abgeändert worden, blieb aber wegen einer möglichen Beeinträchtigung des letzten auenähnlichen Flussabschnittes und schwieriger tektonischer Verhältnisse am Bergteil «Schlipf» des Tüllinger Hügels umstritten. In Folge mehrjährigen Widerstandes und Bürgerprotesten hatte sich die Fertigstellung mehrmals verzögert. So wurde die deutsche Zollfreistrasse über Schweizer Staatsgebiet erst ab 2006 gebaut und am 4. Oktober 2013 provisorisch für den Verkehr freigegeben.

## Schmuggel
Während und zwischen dem Ersten und Zweiten Weltkrieg war der Schmuggel zwischen der Schweiz und seinen Nachbarländern in Folge der schlechten Versorgungslage in den Nachbarländern stark verbreitet.